# Ninel Conde
Ninel Herrera Conde (née le 29 septembre 1970 à Toluca) est une actrice et chanteuse mexicaine. Elle est connue notamment grâce à la série Mar de amor (Amour océan en VF) où elle incarne la diabolique Cateline (Corail). Elle cite Madonna comme source d'inspiration. 